# أوشن سوفت وير
أوشن سوفتوير (بالإنجليزية: Ocean Software)‏ ، هي شركة ألعاب فيديو بريطانية، أنتجت العديد من الألعاب ومنها سلسلة لعبة روبوكوب (الشرطي الألي) وسلسلة ألعاب رامبو في الثمانينات القرن العشرين.

## وصلة خارجية
- Paulie's Ocean Loader Page